# Nephasoma constricticervix
Nephasoma constricticervix är en stjärnmaskart som först beskrevs av E. Cutler 1969.  Nephasoma constricticervix ingår i släktet Nephasoma och familjen Golfingiidae. Inga underarter finns listade i Catalogue of Life.